# Ленц, Кристофер
Кри́стофер Ленц (нем. Christopher Lenz; родился 22 сентября 1994 года, Берлин, Германия) — немецкий футболист, защитник клуба «Фортуна» (Дюссельдорф).

## Клубная карьера
Ленц начал играть в футбол в ФК «Штерн» Мариенфельде на юге Берлина. Помимо краткого пребывания в молодёжном отделении клуба «Теннис-Боруссия», Ленц в основном тренировался в системе «Герты», где провёл в общей сложности двенадцать лет. А во второй половине сезона 2011/12 был переведён во вторую команду.
В 2012 году он переехал в «Боруссию» Мёнхенгладбах, где изначально играл за юношескую команду, но уже в сентябре был переведён во вторую команду. После четырёх лет в Региональной лиге «Запад» Ленц вернулся в свой родной город на сезон 2016/17 и подписал двухлетний контракт с «Унионом» из Второй Бундеслиги. Во второй половине сезона он перешёл в аренду в «Хольштайн Киль».
В июле 2021 года на правах свободного агента перешел в «Айнтрахт» (Франкфурт), подписав контракт до 2024 года. Дебютировал за клуб 8 августа в Кубке Германии против «Вальдхоф». В составе «Айнтрахт» стал победителем Лиги Европы УЕФА 2021/22.
30 августа 2023 года подписал контракт с немецким клубом «РБ Лейпциг» сроком на один год с опцией продления ещё на год. За новую команду дебютировал 16 сентября против «Аугсбурга», заменив Давида Раума на 77-й минуте.

## Достижения
«Айнтрахт»
- Победитель Лиги Европы УЕФА: 2021/22